# 플라워 킬링 문
《플라워 킬링 문》(영어: Killers of the Flower Moon)은 2023년 개봉한 미국의 서부 범죄 영화로, 마틴 스코세이지가 연출을 맡았다. 데이비드 그랜의 책 《플라워 문》을 바탕으로 했으며, 1920년대 초 오클라호마주에서 일어난 오세이지족 연쇄 살인사건을 다뤘다.

## 줄거리
1920년대 오클라호마, 석유 발견으로 부를 얻게 된 오세이지 부족은 백인 사회에 동화되어 가는 후손들을 슬퍼한다. 부족은 광물 권리를 유지했지만, 법적으로는 백인 후견인이 부족민의 재산을 관리하도록 되어 있었다. 제1차 세계대전 참전 용사 어니스트 버크하트는 삼촌 윌리엄 킹 헤일의 목장에서 일하게 된다. 지역 정치 보스이자 축산업자인 헤일은 오세이지 부족에게 호의적인 모습을 보이지만, 뒤로는 부족의 부를 빼앗을 음모를 꾸민다. 어니스트는 오일 권리를 가진 오세이지 여인 몰리 카일과 사랑에 빠져 결혼하고 세 아이를 낳는다. 헤일은 몰리 가족의 재산을 탐내, 몰리 가족 구성원들을 살해하기 시작하고, 어니스트는 그 살인 계획에 가담한다. 몰리의 자매들이 의문사하고, 몰리의 첫 남편까지 살해당하자, 오세이지 부족은 백인들의 만행에 분노하며 저항을 준비한다. 몰리는 사설 탐정을 고용하지만, 어니스트와 그의 형에 의해 쫓겨난다. 몰리의 마지막 남은 자매마저 살해당하자 몰리는 워싱턴으로 가서 도움을 요청한다. 헤일은 어니스트에게 몰리의 인슐린에 독을 타 그녀를 서서히 죽이려 하고, 어니스트 또한 독을 먹고 비슷한 증상을 보인다. 수사국 요원 화이트가 진실을 파헤치기 시작하고, 헤일은 살인을 은폐하려 하지만 결국 체포된다. 어니스트는 삼촌을 배신하고 자백하지만, 변호사에 의해 증언을 철회하려 한다. 결국 어니스트는 딸의 죽음 후 진실을 증언하고, 헤일은 살인죄로 유죄 판결을 받지만 몰리는 어니스트를 떠난다. 수년 후 라디오 드라마에서, 헤일과 어니스트는 가석방되고, 몰리는 당뇨병 합병증으로 사망한다. 영화는 21세기 오세이지 부족의 전통 춤 장면으로 끝맺는다. 이 영화는 서부극의 전통적인 서사와 달리, 탐욕과 부패가 어떻게 한 사회를 파괴하는지 보여주는 작품이다.

## 출연
- 레오나르도 디카프리오 - 어니스트 버크하트 역
- 로버트 드 니로 - 윌리엄 헤일 역
- 제시 플레먼스 - 톰 화이트 역
- 릴리 글래드스턴 - 몰리 버크하트 역
- 탄투 카디널 - 리지 큐 역
- 브렌던 프레이저 - W. S. 해밀턴 역
- 존 리스고 - 리워드 검사 역
- 카라 제이드 마이어스 - 애나 브라운 역
- 저네이 콜린스 - 리타 역
- 질리언 디온 - 미니 역
- 윌리엄 벨루 - 헨리 론 역
- 루이스 칸첼미 - 켈시 모리슨 역
- 제이슨 이즈벨 - 빌 스미스 역
- 스터질 심프슨 - 헨리 그래머 역
- 타탄카 민스 - 존 렌 역
- 마이클 애벗 주니어 - 프랭크 스미스 역
- 팻 힐리 - 존 버거 역
- 스콧 셰퍼드 - 브라이언 버크하트 역
- 게리 바사라바 - 윌리엄 J. 번스 역
- 스티브 이스틴 - 폴록 판사 역
- 배리 코빈 - 터턴 장의사 역
- 캐서린 윌리스 - 머틀 헤일 역